# Paweł Waloszek
Paweł Waloszek (ur. 28 kwietnia 1938 w Świętochłowicach, zm. 7 września 2018) – polski żużlowiec.

## Życiorys
Do sportu żużlowego wprowadził go starszy brat (noszący nazwisko matki) Robert Nawrocki. Swoją karierę sportową rozpoczął w wieku 16 lat w klubie Śląsk Świętochłowice, z którym zdobył trzykrotnie wicemistrzostwo Polski (1969, 1970, 1973). W latach 1956–1977 był członkiem kadry narodowej.
Największy sukces w karierze odniósł w 1970 r. we Wrocławiu, zdobywając tytuł indywidualnego wicemistrza świata, zostając pierwszym polskim wicemistrzem świata. W 1962 r. w Slanach zdobył brązowy medal drużynowych mistrzostw świata.
Trzykrotnie zdobył medale indywidualnych mistrzostw Polski: dwa srebrne (1969, 1972) oraz brązowy (1975). W 1968 r. zajął I miejsce w rozgrywkach o „Złoty Kask”.
Od października 2014 r. nazwisko Pawła Waloszka nosi stadion „Skałka” w Świętochłowicach.

## Życie prywatne
Przyrodni brat Roberta Nawrockiego, również żużlowca.

## Starty w lidze
Starty w lidze polskiej
- Śląsk Świętochłowice (1954–1956)
- Gwardia Katowice (1957)
- Śląsk Świętochłowice (1958)
- Legia Warszawa (1959)
- Legia Gdańsk (1960)
- Śląsk Świętochłowice (1961–1985)

Starty w lidze brytyjskiej
- Leicester (1961)

## Osiągnięcia
| Osiągnięcia:                       | Osiągnięcia: | 1 raz •                                                      | 1 raz •                                                      | 1 raz •                                                      | 1 raz • |
| Sezon                              | Miasto       | Msc                                                          | Pkt                                                          | Biegi                                                        | Uwagi   |
| ↓ W barwach reprezentacji Polski ↓ |              |                                                              |                                                              |                                                              |         |
| 1958                               | Londyn       | Odpadł w Półfinale Kontynentalnym                            | Odpadł w Półfinale Kontynentalnym                            | Odpadł w Półfinale Kontynentalnym                            |         |
| 1960                               | Londyn       | 12. miejsce w Finale Kontynentalnym                          | 12. miejsce w Finale Kontynentalnym                          | 12. miejsce w Finale Kontynentalnym                          |         |
| 1961                               | Malmö        | 10. miejsce w Półfinale Kontynentalnym                       | 10. miejsce w Półfinale Kontynentalnym                       | 10. miejsce w Półfinale Kontynentalnym                       |         |
| 1962                               | Londyn       | 14                                                           | 2                                                            | (1,0,1,0,0)                                                  |         |
| 1963                               | Londyn       | 11. miejsce w Finale Kontynentalnym                          | 11. miejsce w Finale Kontynentalnym                          | 11. miejsce w Finale Kontynentalnym                          |         |
| 1965                               | Londyn       | 16. miejsce w Finale Europejskim                             | 16. miejsce w Finale Europejskim                             | 16. miejsce w Finale Europejskim                             |         |
| 1966                               | Göteborg     | Mike Broadbanks zastąpił Pawła Waloszka w Finale Europejskim | Mike Broadbanks zastąpił Pawła Waloszka w Finale Europejskim | Mike Broadbanks zastąpił Pawła Waloszka w Finale Europejskim |         |
| 1967                               | Londyn       | 11. miejsce w Finale Kontynentalnym                          | 11. miejsce w Finale Kontynentalnym                          | 11. miejsce w Finale Kontynentalnym                          |         |
| 1968                               | Göteborg     | 5                                                            | 10                                                           | (u,2,3,2,3)                                                  |         |
| 1969                               | Londyn       | 13. miejsce w Finale Kontynentalnym                          | 13. miejsce w Finale Kontynentalnym                          | 13. miejsce w Finale Kontynentalnym                          |         |
| 1970                               | Wrocław      | 2                                                            | 14                                                           | (3,3,3,2,3)                                                  |         |
| 1971                               | Göteborg     | 9. miejsce w Finale Kontynentalnym                           | 9. miejsce w Finale Kontynentalnym                           | 9. miejsce w Finale Kontynentalnym                           |         |
| 1972                               | Londyn       | 8                                                            | 6                                                            | (3,1,0,1,1)                                                  |         |
| 1973                               | Chorzów      | 7                                                            | 8                                                            | (1,2,1,1,3)                                                  |         |
| 1974                               | Göteborg     | 12. miejsce w Półfinale Kontynentalnym                       | 12. miejsce w Półfinale Kontynentalnym                       | 12. miejsce w Półfinale Kontynentalnym                       |         |
| 1975                               | Londyn       | 15. miejsce w Finale Kontynentalnym                          | 15. miejsce w Finale Kontynentalnym                          | 15. miejsce w Finale Kontynentalnym                          |         |

Drużynowe Mistrzostwa Świata
- 1962 -  Slany – 3. miejsce → wyniki

do uzupełnienia
Indywidualne Mistrzostwa Polski 

1969 – 2. miejsce
1972 – 2. miejsce
1975 – 3. miejsce
Złoty Kask 

1962 – 4. miejsce
1963 – 4. miejsce
1965 – 4. miejsce
1966 – 2. miejsce
1968 – 1. miejsce
1970 – 2. miejsce

## Mistrzostwa Polski

### Drużynowe Mistrzostwa Polski- Sezon zasadniczy najwyższej klasy rozgrywkowej
| Sezon | Klub                 | Miejsce | Liga   | Średnia/bg | Średnia/mc | Pkt     | Bonusy | Razem   | Komplety    | Biegi  | Mecze |
| ----- | -------------------- | ------- | ------ | ---------- | ---------- | ------- | ------ | ------- | ----------- | ------ | ----- |
| 1963  | Śląsk Świętochłowice | 7       | I Liga | 2,434 (7)  | 10,750 (4) | 129 (5) | 0      | 129 (7) | 3           | 53     | 12    |
| 1964  | Śląsk Świętochłowice | 7       | I Liga | 2,453 (8)  | 11,143 (1) | 156 (1) | 1      | 157 (1) | 0           | 64 (1) | 14    |
| 1965  | Śląsk Świętochłowice | 6       | I Liga | 2,596 (5)  | 11,308 (1) | 147 (1) | 1      | 148 (3) | 5           | 57     | 13    |
| 1966  | Śląsk Świętochłowice | 7       | I Liga | 2,509 (5)  | 11,000 (1) | 143 (1) | 0      | 143 (2) | 4           | 57     | 13    |
| 1985  | Śląsk Świętochłowice | 10      | I Liga | 1,614 (36) | 6,214 (33) | 87 (38) | 5      | 92 (41) | 1 - (1 pł.) | 57     | 14    |

W nawiasie miejsce w danej kategorii (śr/b oraz śr/m - przy założeniu, że zawodnik odjechał minimum 50% spotkań w danym sezonie)

## Inne ważniejsze turnieje
| Osiągnięcia: | Osiągnięcia: | 2. miejsce (1962) | 2. miejsce (1962) | 2. miejsce (1962) | 2. miejsce (1962) |
| Sezon        | Miasto       | Msc               | Pkt               | Biegi             | Kluby             |
| 1957         | Leszno       | 12                | 1                 | (d,ns,ns,1)       | Katowice          |
| 1958         | Leszno       | 11                | 2                 | (0,0,0,2)         | Świętochłowice    |
| 1960         | Leszno       | 8                 | 6                 | (3,1,1,1)         | Gdańsk            |
| 1962         | Leszno       | 2                 | 10                | (3,3,3,1)         | Świętochłowice    |
| 1963         | Leszno       | 5                 | 8                 | (2,2,3,1)         | Świętochłowice    |
| 1964         | Leszno       | 3                 | 10                | (2,2,3,3)         | Świętochłowice    |
| 1965         | Leszno       | 4                 | 8                 | (3,1,1,3)         | Świętochłowice    |
| 1974         | Leszno       | 3                 | 12                | (2,2,3,3,2)       | Świętochłowice    |
| 1982         | Leszno       | 13                | 3                 | (2,0,0,0,1)       | Świętochłowice    |